# Smiley Burnette
Lester Alvin Burnett, född 18 mars 1911, död 16 februari 1967, mer känd som Smiley Burnette, var en amerikansk countrymusiker och skådespelare. Han medverkade i västernfilmer och gjorde olika roller mot bland annat Gene Autry. Under 1960-talet var han med i TV-serien Petticoat Junction. Han dog av leukemi 1967.

## Diskografi (urval)
Album
- 1959 – Smiley Burnette And His Rodeo Songaree
- 1962 – Ole Frog
- 1997 – Smiley Burnett is Frog Millhouse
- 1998 – A Lazy Day In The Country
- 1998 – Smiley Burnette - Gentle Genius Of Country Music
- 2004 – Country Songs And Comic Cuts

Singlar
- 1935 – "The Old Covered Wagon" / "Silver Haired Mother Of Mine" (med Gene Autry och Jimmy Long)
- 1935 – "Uncle Noah's Ark" / "My Cross Eyed Girl" (med Gene Autry och Jimmy Long)
- 1935 – "Ridin' Down The Canyon" / "Wagon Train" (med Gene Autry)
- 1945 – "Cool Water" / "Foggy, Foggy Dew" (med The Sunshine Girls)
- 1946 – "Peg-Leg Bandit" / "Catfish Take A Look At That Worm"
- 1949 – "Smart Alec Crow" / "Blue Bottle Fly"
- 1950 – "I Wish That I'd Said That" / "The Donkey Engine"
- 1954 – "Mucho Gusto / Chuggin' On Down "66" "
- 1955 – "Rudolph The Red-Nosed Reindeer" / "The Swiss Boy"
- 1959 – "Clementine" / "Boss Of The Town"

## Filmografi (urval)
- 1934 – In Old Santa Fe [1]
- 1935 – The Adventures of Rex and Rinty
- 1935 – The Phantom Empire